# 科茲梅尼鄉
46°14′0″N 25°56′0″E / 46.23333°N 25.93333°E
科茲梅尼鄉（羅馬尼亞語：Comuna Cozmeni, Harghita），是羅馬尼亞的鄉份，位於該國中部，由哈爾吉塔縣負責管轄，面積70平方公里，海拔高度675米，2007年人口2,071，人口密度每平方公里30人。